# Viktória-vízesés
A Viktória-vízesés (Mosi-oa-Tunya) két ország: Zambia és Zimbabwe határán található. Helyi elnevezése a makololóktól származik: Mosi-oa-Tunya jelentése „mennydörgő gőzölgés” és „robajló füst”. A név onnan ered, hogy a víz száz méteres mélységbe alázúduló hangját háromszáz méteres párafüggöny egészíti ki. A Viktória vízesés 1708 méter széles vízzuhataga a legszélesebb a világon, közvetlen környékét mindkét ország nemzeti parkká nyilvánította, és 1989 óta az UNESCO-Világörökség részeként nemzetközi védelemben is részesül.

## Méretei, adatai

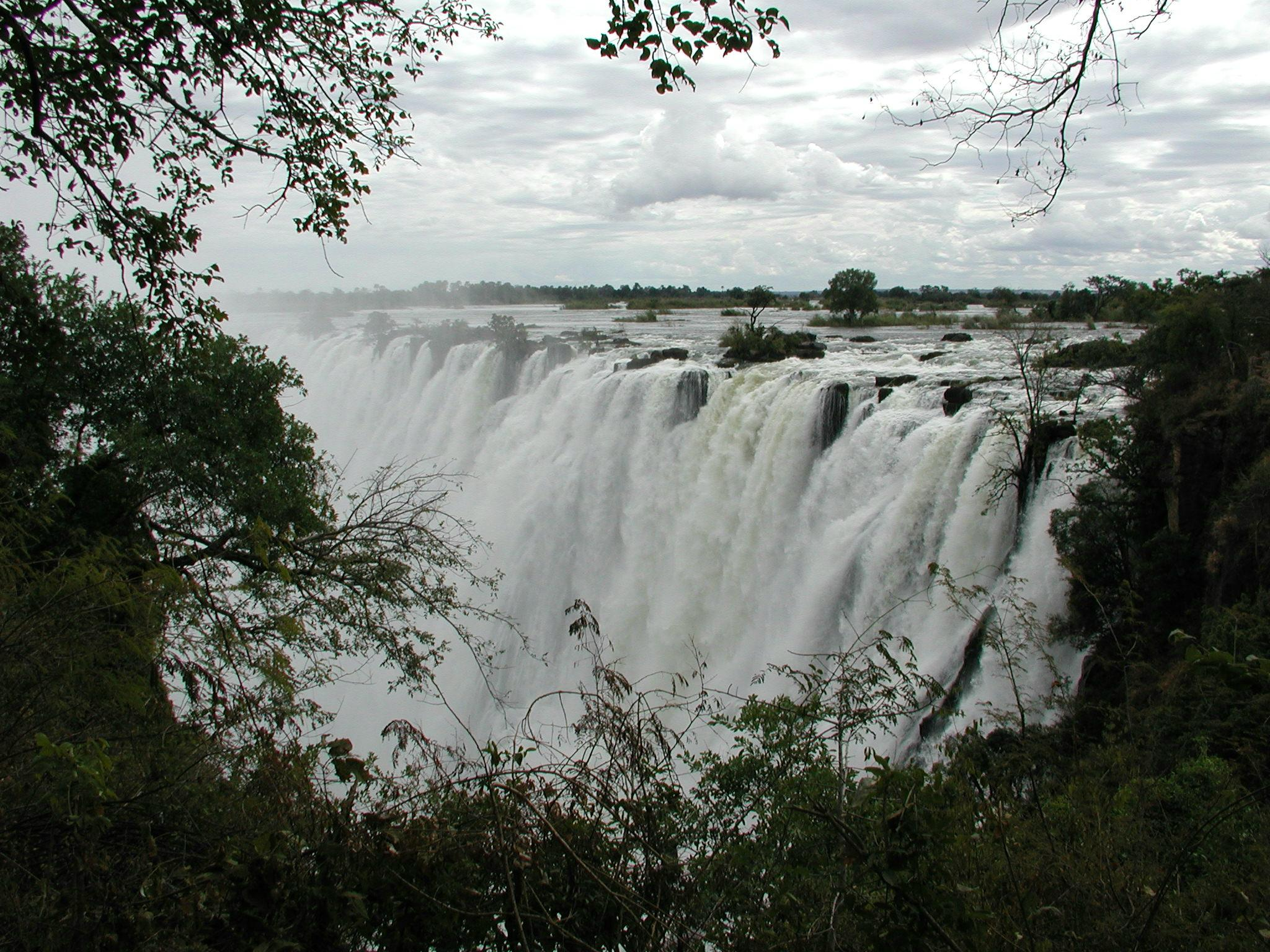

A Viktória-vízesés 1708 méter széles és ezzel a legszélesebb vízesés a világon. Magassága 61-108 méter között van. Az Angola, Zimbabwe, Namíbia, Zambia és Mozambik területén keresztül folyó Zambézi folyam – amelyik a vízesést táplálja – Afrika déli részének legnagyobb folyama. 2736 kilométeres hosszával a Föld folyói közt a 39., Afrikában a Nílus, a Kongó és a Niger után a negyedik leghosszabb. Vízgyűjtő területe 1,33 millió négyzetkilométer, átlagos vízmennyisége a vízesésnél 1400 m³ másodpercenként, de esős évszakban eléri az 5000 m³-t másodpercenként. A felfelé meredő sziklák és a kiemelkedő szigetek öt nagyobb zuhatagra osztják a vízesést: Ördög vízesése, Fő-zuhatag, Lópatkó-zuhatag, Szivárvány-zuhatag és Keleti-zuhatag. A Viktória-vízesés alatt a víz 25-75 méter széles szakadékba jut, innen egy erre merőleges, 65 méter széles és 120 méter hosszú csatornán áramlik ki, amely a Fortyogó Üst nevű katlanba torkollik. Ennek mélysége száraz időszakban 17 méter, esős időszakban a dupláját is elérheti – ilyenkor a vízsebesség eléri a 150 km/h értéket.
A Viktória-vízesés az átfolyt vízmennyiség tekintetében a világon a tizenegyedik helyen áll.
A zimbabwei és zambiai energiaellátás nagy mértékben támaszkodik a Kariba-gátra - ez a két ország határán álló, óriási vízerőmű. A 2019-es, példa nélküli szárazság rekord alacsonyra csökkentette a Zambézi vízszintjét, ami áramkimaradásokhoz is vezetett.

## Keletkezése

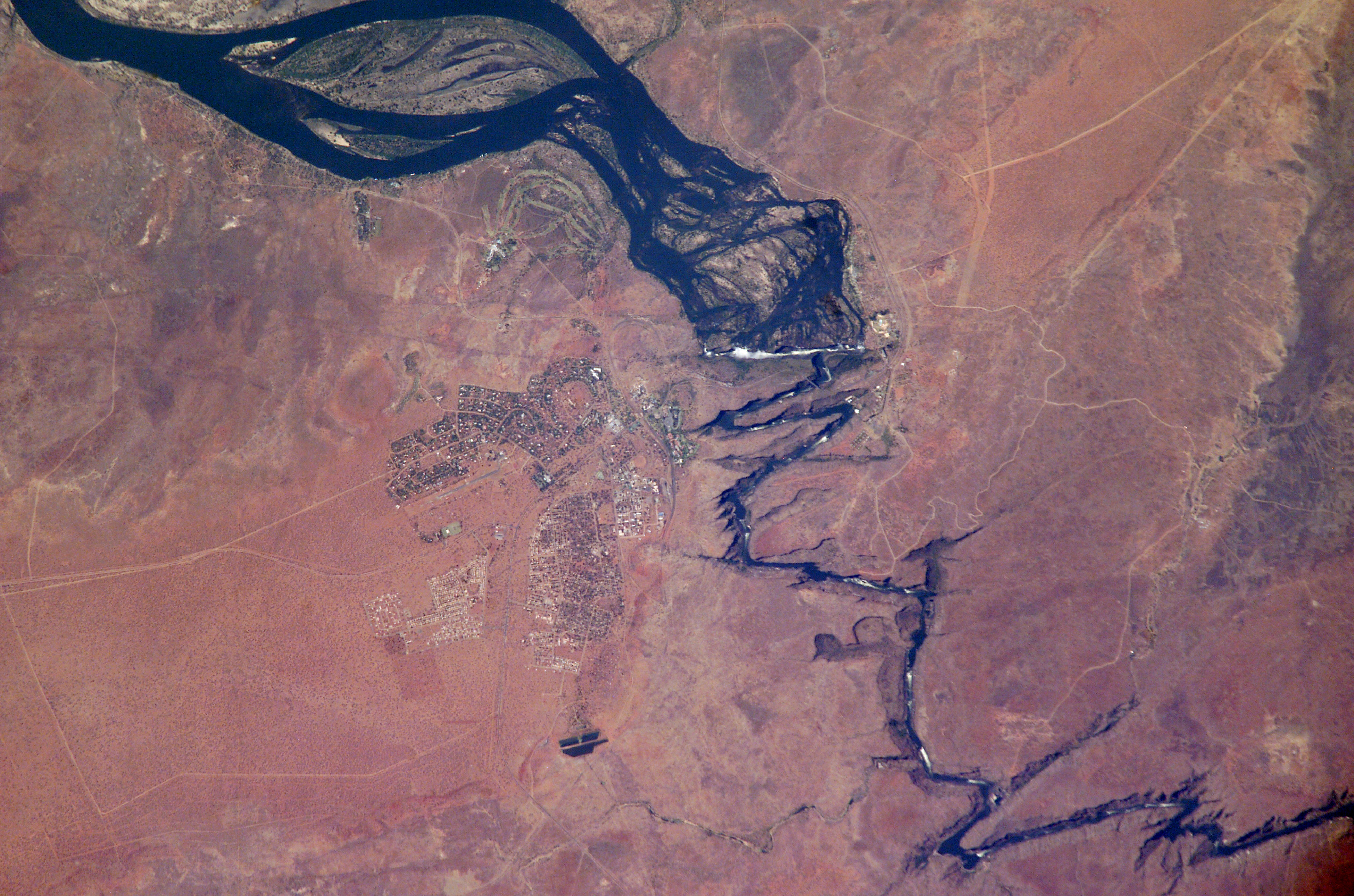
Műholdas felvétel a Viktória vízesés környezetéről

Zambia területének legnagyobb részét az ősi afrikai masszívum kőzetein kialakult 1000–1500 méter magas fennsíkok: a Katanga-fennsík, a Zambézi-fennsík és a Lunda-küszöb alkotják. Az ország déli határán, a Zambézi-fennsíkon alakult ki a Viktória-vízesés, amely körülbelül 150 millió évvel ezelőtt keletkezett. Eredetileg közelebb lehetett a folyótorkolathoz, ám az évmilliók során mintegy 150 kilométernyit elmozdult észak felé fokozatosan alakítva a bazaltfennsík felületét. A bazaltot vulkánkitörések garmadája hozta létre és a rétegek elérik 18-30 métert. 150-200 millió évvel ezelőtt sziklahasadékokat puhább kőzetek töltötték ki, ám azokat a víztömeg kimosta, majd magát a keményebb bazaltot is erodálta. Balázs Dénes magyar kutató fedezte fel, hogy az egyes mederszakaszok a vízesés korábbi helyét jelölik.
A víz a lávamedrében, amelyet repedések hálóznak be, talált magának utat, s a törésvonalakat újabb mederszakaszokká szélesítette.
A folyamat a mai napig nem állt le, a mai zuhogó a nyolcadik, amely az utóbbi félmillió év alatt alakult ki. Újabban a Cataract-szigetnél figyelhetőek meg az új vízesés képződésének első jelei, itt már körülbelül 30 méterrel lejjebb van a szikla pereme, s a folyó várhatóan addig mélyíti majd a sziklát, amíg a Zambézi ebbe a hasadékba fog belezuhanni, az új most már a kilencedik zúgó kialakulására néhány százezer évet még várni kell.

## Felfedezése

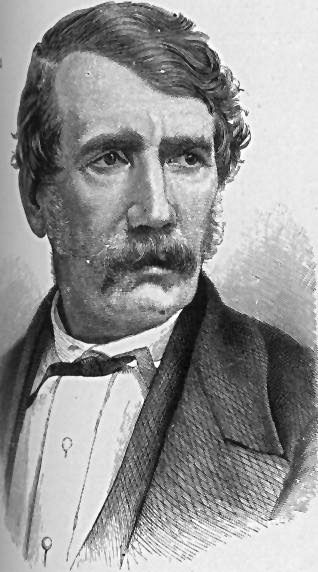
David Livingstone

1855. november 17-én David Livingstone, a híres felfedező és misszionárius volt az első európai, aki megpillantotta a Zambézi folyó nagy vízesését, és amelyet az akkori brit királynőről nevezett el Viktória-vízesésnek. A skót felfedezőre nagy hatással volt a látvány, a következőket jegyezte fel róla: „Olyan gyönyörű, hogy még az angyalok is elámulnának, ha felette elrepülve megpillantanák.”
David Livingstone első, 1841–1849 közti dél-afrikai misszionáriusi útjai után indult északra, a kontinens belsejébe. Célja a kereszténység terjesztése mellett a kereskedelem, a legális áruforgalom terjesztése és a civilizáció terjesztése volt, ezek segítségével akarta a rabszolga-kereskedelmet megingatni.

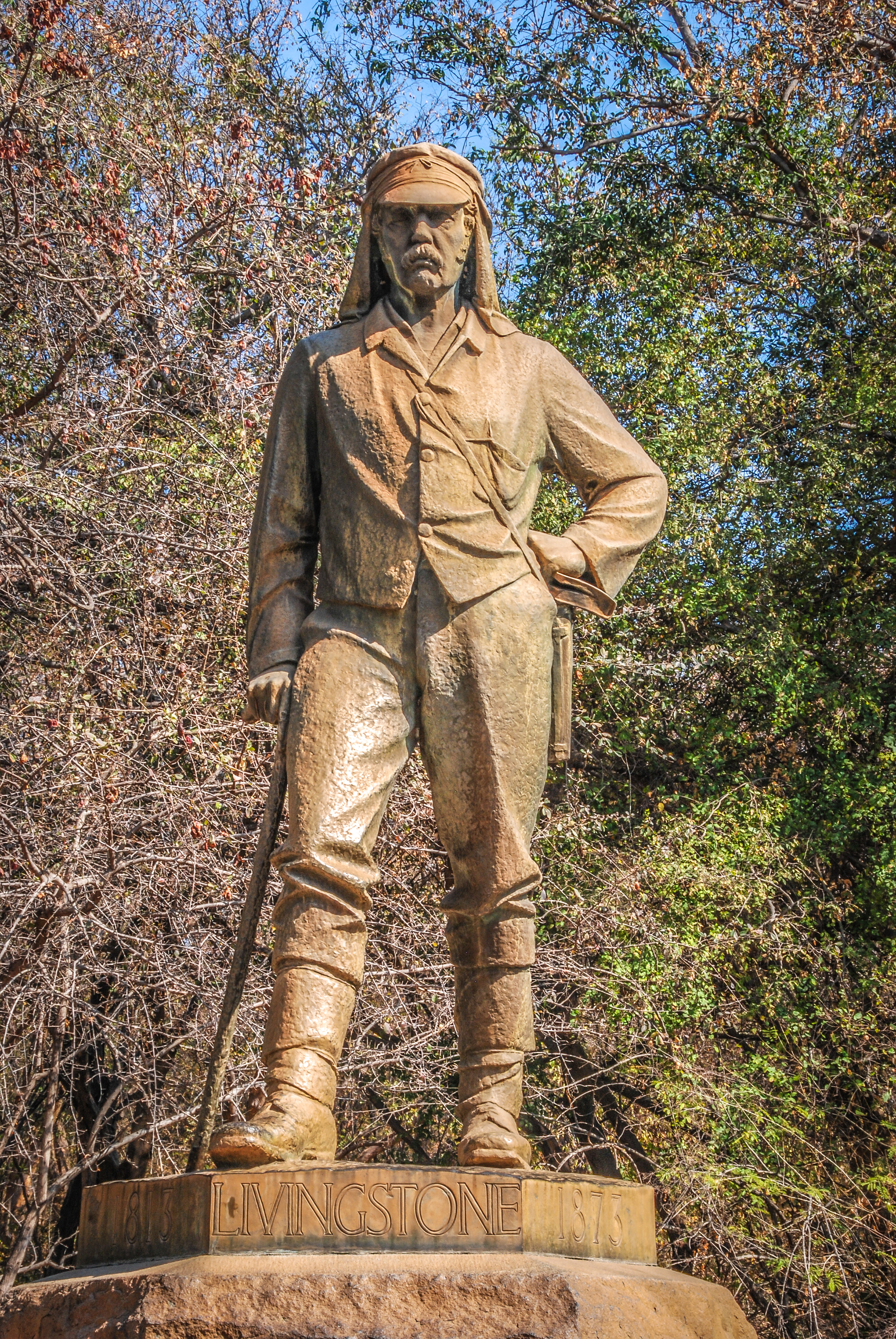
David Livingstone szobra a Viktória-vízesésnél

Dél-Afrika északi határától, Kolobengből átvágott a Kalahári-sivatagon, s Linyantinál érte el a Zambézit, amely segítségével akarta Livingstone Dél-Afrika belsejének feltárását véghezvinni. Így 1853 novemberében indult az Atlanti-óceán felé, néhány makololo törzsi kísérővel. 1854 év májusában érte el az angolai Luandát, s egy év múlva érkezett vissza Linyantiba. 1855 novemberében kelet felé indult a folyó mentén, ekkor fedezte fel a nagy vízesést. 1856 májusában jutott el a mozambiki Quelimane-ba és így átszelte teljes Afrikát. Amikor hazaérkezett Angliába, nemzeti hősként fogadták.
A gyarmatosítók később róla nevezték el a közeli kisvárost, amely az 1930-as években rövid ideig még Zambia fővárosa is volt, mai neve Maramba. Személye iránti tiszteletből az Ördög-katlan mellett állították fel Livingstone szobrát. Livingstone nevét viseli a zaire-i, a Kongó-folyón található Livingstone-vízesés, amely másodpercenkénti 35 000 köbméter vízhozamával bolygónk legbővizűbb zuhataga.

## Időjárás
A vízesés környékének klímája rendkívül kellemes, mert bár a trópusi övben helyezkedik el, a tengerszint feletti magassága miatt a hőmérséklet nem túlságosan szélsőséges. Afrikának ezen a részén három évszak különböztethető meg:
- a viszonylag forró és száraz nyárelő, ami augusztustól október végéig tart,
- novembertől áprilisig a nagy esőzéseket hozó nyáré a terep,
- a csontszáraz és derült tél májustól júliusig határozza meg az időjárást.[3]

### Esős és száraz évszak
Az esős évszakban hatalmas mennyiségű, másodpercenként közel 15 000 köbméternyi víz zúdul alá iszonyatos robajjal, miközben a vízpára 500 méter magasságba is fölszáll. A száraz évszakban sokkal visszafogottabb a Viktória-vízesés. Ilyenkor lehet gyönyörködni a száz méter magas kőfaragványokban, amelyeket az évmilliók során a vízcseppek a sziklafalba vájtak.
| A mennydörgő gőzölgés, esős-évszakban (1972) . . . és száraz évszakban (2003 szeptember) |                  |                  |                 |                 |                |                |
| A Viktória-vízesés , a Niagara és az Iguazú összehasonlítása                             |                  |                  |                 |                 |                |                |
| Paraméterek                                                                              | Viktória-vízesés | Viktória-vízesés | Niagara-vízesés | Niagara-vízesés | Iguazú-vízesés | Iguazú-vízesés |
| Magasság:                                                                                | 108 m            | 360 láb          | 51 m            | 167 láb         | 64–82 m        | 210-269 láb    |
| Szélesség:                                                                               | 1700 m           | 5577 láb         | 1203 m          | 3947 láb        | 2700 m         | 8858 láb       |
| Átfolyó vízmennyiség:                                                                    | m³/s             | cu ft/s          | m³/s            | cu ft/s         | m³/s           | cu ft/s        |
| Éves átfolyó vízmennyiség átlaga:                                                        | 1088             | 38 430           | 2407            | 85 000          | 1746           | 61 600         |
| Havi átfolyó vízmennyiség átlaga – max:                                                  | 3000             | 105 944          |                 |                 |                |                |
| – min:                                                                                   | 300              | 10 594           |                 |                 |                |                |
| – Utóbbi 10 év max:                                                                      | 6000             | 211 888          |                 |                 |                |                |
| Valaha mért legtöbb:                                                                     | 12 600           | 444 965          | 8269            | 292 000         | 12 800         | 452 000        |
|                                                                                          |                  |                  |                 |                 |                |                |

## Turizmus

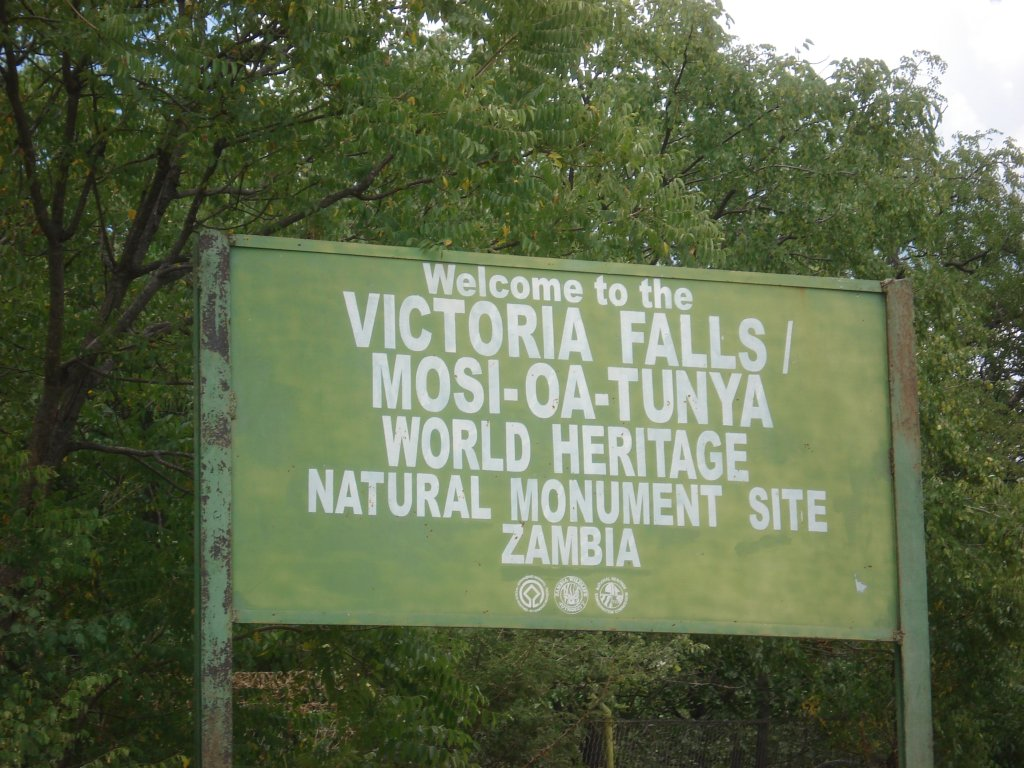
A Viktória-vízesés bejáratát jelző tábla

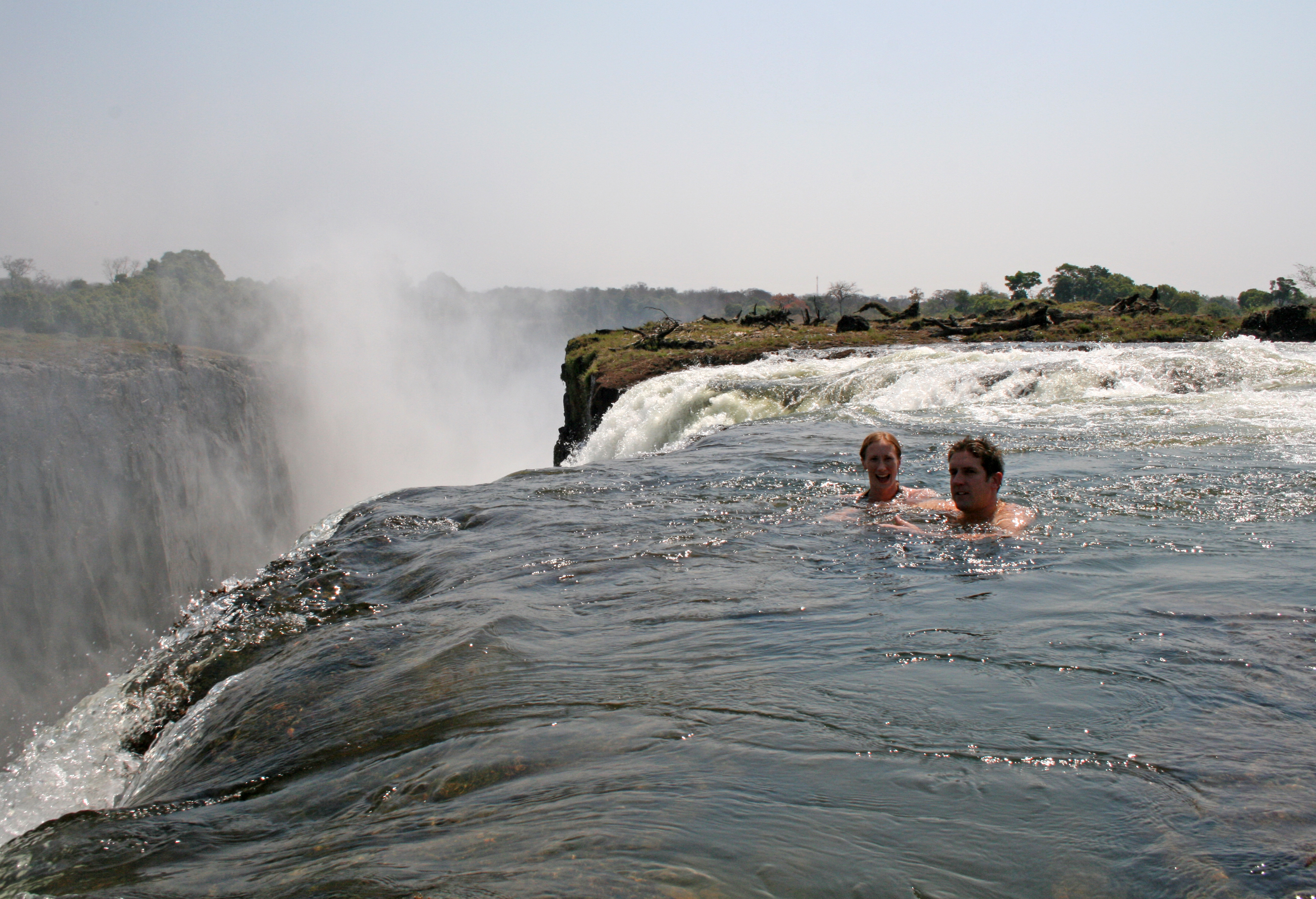
"Devil's Swimming Pool", a „Fortyogó Üst” természetes medence

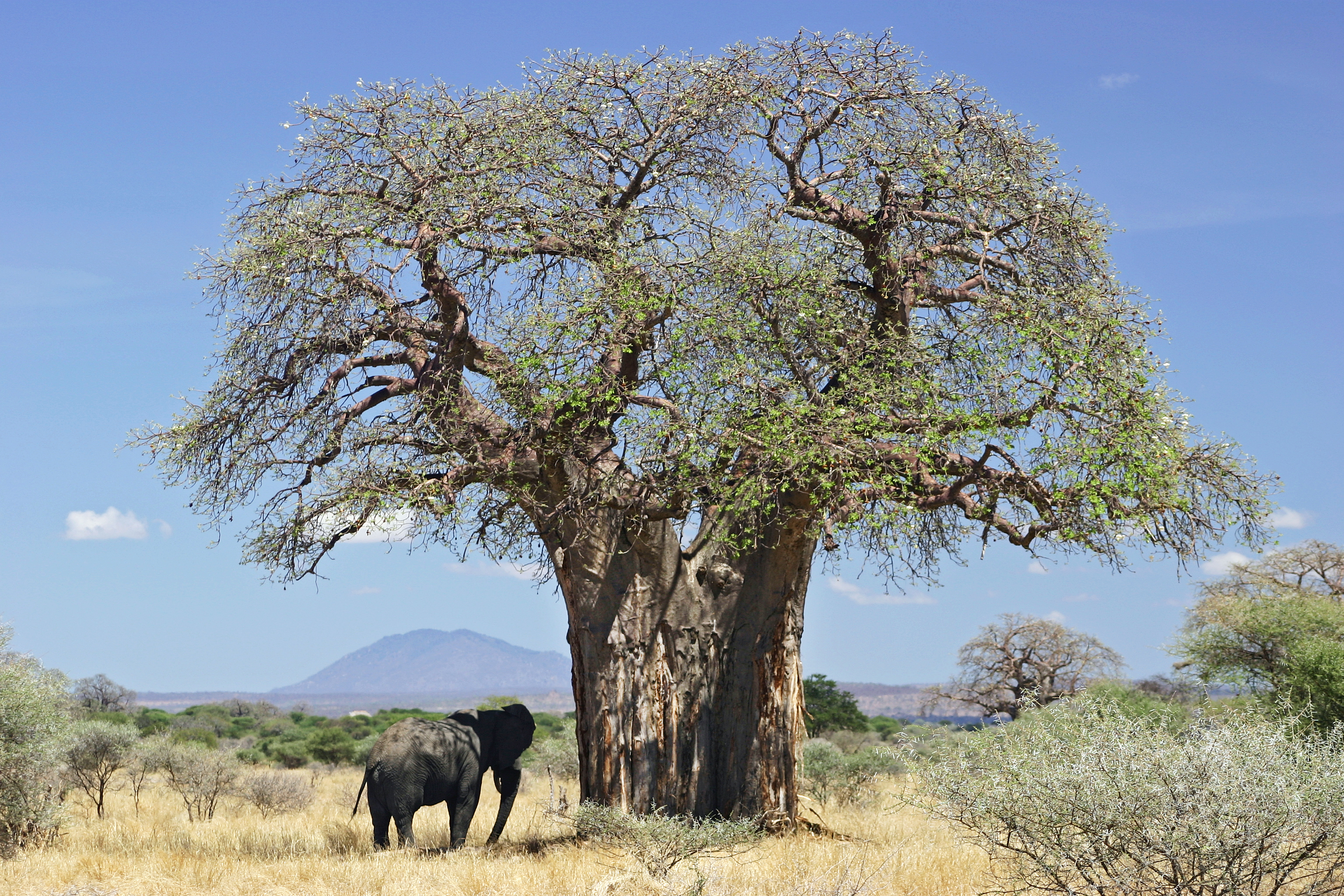
Egy majomkenyérfa

Már az 1900-as évek elején nagy népszerűségnek örvendett a turisták körében. Akkor lendült fel a turizmus, amikor megépítették az első hidat (Viktória-vízesés híd) a Zambézi folyón a vízesés közelében, így 1905-től könnyen megközelíthetővé vált a turisták számára. A másik turisztikai beruházás a Victoria Falls város megalapítása volt, amely mind a mai napig a vízesés turisztikai központja a zimbabwei oldalon.
Évente körülbelül 300 000-en látogatták meg az 1990-es évek végéig, mára ez a szám egymillió fölé nőtt.
A turisták többsége Zambiából és Zimbabwéből származik, és mivel a kiépítettség zimbabwei oldalon jobb, onnan érdemes meglátogatni a vízesést, valamint novemberben a Zambézi a zambiai oldalon gyakran kiszárad, s ilyenkor a vízesés csupán a zimbabwei oldalról nyújt élvezhető látványt. Nagyon népszerű a turisták körében az úgynevezett „Ördög úszómedencéje” vagy „Fortyogó üst” amely egy természetes módon kialakult medence, és amelyben száraz időszakban akár úszni is lehet.
A turisták bérelt kisrepülővel felülről is megcsodálhatják a zuhatagot, és van rafting lehetőség a vízesés alatt, lehet sziklát mászni, vagy bungee jumpingolni a folyó fölött átívelő hídról.

## Érdekességek
A zuhatag közelében található a világ egyik legnagyobb és legidősebb baobabfa példánya. A nagy majomkenyérfa  egykor találkozási pont volt az idetévedő kereskedőknek, kalandoroknak és utazóknak.
A Viktória-vízesés óriási értéke, hogy az épületekkel, parkolókkal és egyéb civilizációs vívmányokkal nem tették tönkre a természet eredeti állapotát, csak egy-egy, a dzsungelbe rejtett kilátópontról tekinthető meg a vízesés. A fotós turisták egyik fő programja a vízesés által létrehozott szivárványok kergetése, amely napszaktól függően mindig más és máshol tűnik fel.

## Videók
|  |  |